# Кінна печатка
Кінна печатка — тип печатки, який використовувався в європейському середньовіччі, характеризується зображенням власника у вигляді воїна верхи в повному озброєнні. Виникши в період високого середньовіччя (кінець XI -початок XII століття), цей тип часто використовувався протягом XIII-XIV століть. Продовжуване використання в XV і XVI століттях було здебільшого обмежено високою знаттю, особливо королівською сім'єю, тоді як нижча знать перейшла на використання простих геральдичних печаток.

## Ранні приклади (до 1170 р.)
Перші зразки кінних печаток відомі з другої половини XI століття. Найдавнішим зразком, який можна назвати «кінною печаткою», є приклад Вільгельма I Короля Англії (бл. 1067). Серед найдавніших зразків, що збереглися в Німеччині, є печатка Генріха Лаахського (бл. 1090 р.). Вершник характеризується краплеподібним щитом і конічним шоломом, часто з прапором. Цей тип продовжував існувати до середини XII століття, а пізні зразки краплеподібних щитів були знайдені в 1160-х роках.

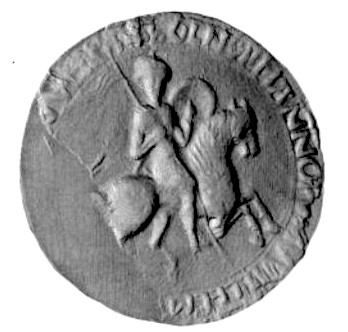
Вільгельм І Король Англії (бл. 1067)
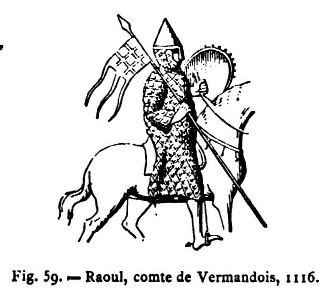
Ральф I, граф Вермандуа (1116)
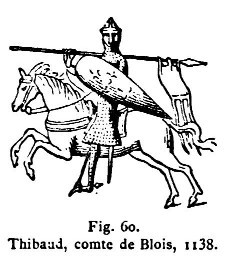
Тібо де Блуа (1138)
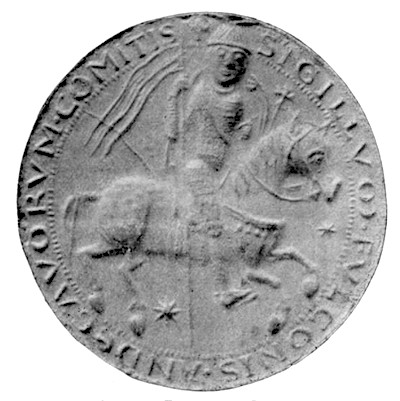
Фулько, король Єрусалиму (1131–1143 рр.)
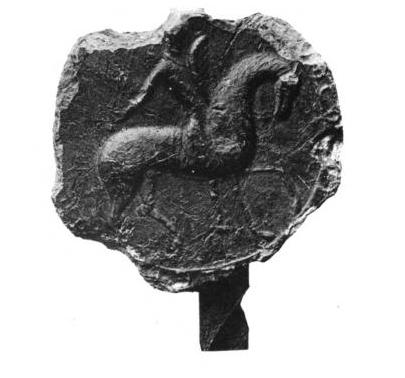
Жильбер де Клер (до 1148)
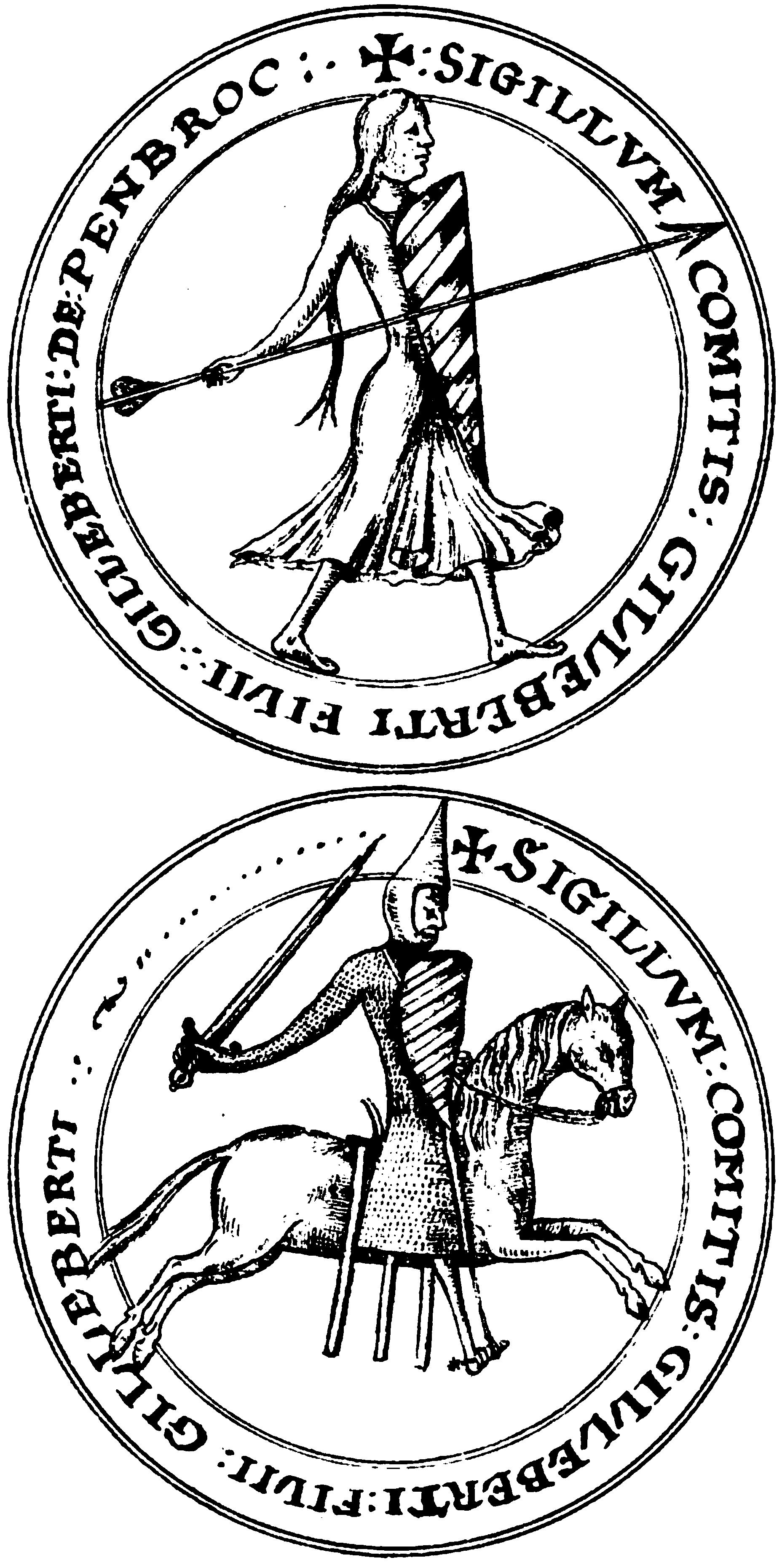
Гілберт де Клер, 1-й граф Пембрук (пом. 1148)
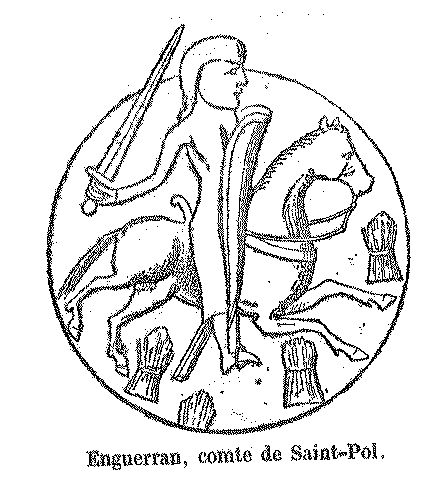
Енгерран (Інгельрам), граф Сен-Поля (до 1150)
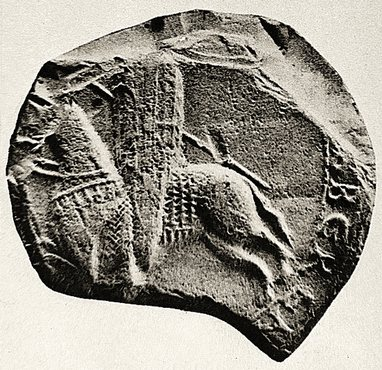
Рамон Беренгер IV з Барселони (1150)
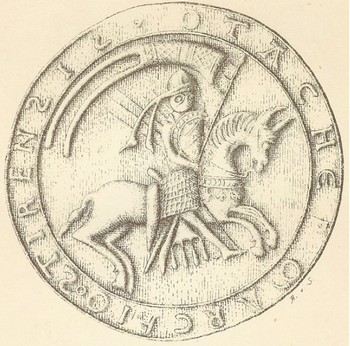
Оттокар III Штирійський (1157)
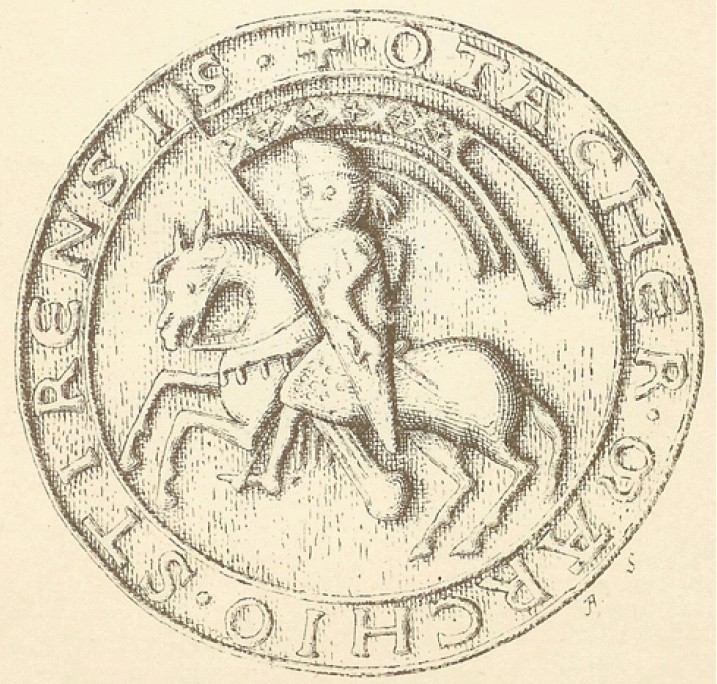
Оттокар III Штирський (1160)
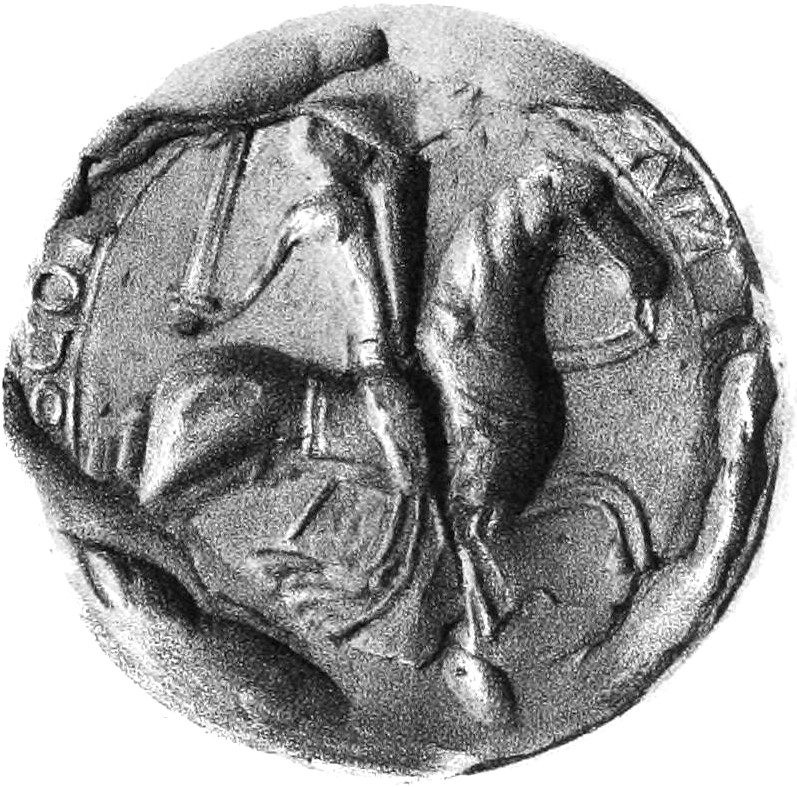
Девід, граф Гантінґдон (1160)
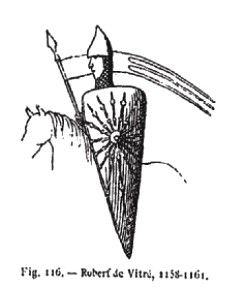
Роберт III де Вітре (пом. 1161)
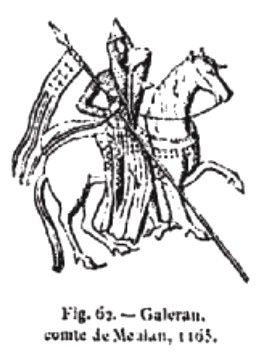
Галеран IV де Мелан (1165)

## Високосередньовічні печатки (1170—1300)
Пік використання припадає на розвиток традиції лицарства в період високого середньовіччя, протягом бл. остання чверть XII ст. і протягом усього XIII ст. Печатки 1170-1190-х років демонструють перехідні форми щита між типом «крапля» і «праска». Форми шоломів стають менш конічними і більш округлими. Тепер вершник зображений як прототип «лицаря» з геральдичним щитом. Приблизно з 1230-х років коні все частіше з'являються у геральдичному покривалі, а вершника — у топгельмі.
Приблизно в середині XIII століття також існувала мода зображати на своїй печатці дам і священнослужителів верхи на конях, без обладунків, але, як у випадках Іоаннаи, графині Фландрії (бл. 1240), Марії Брабантської, Герцогині Баварської (бл. 1250) і Аделаїда Бургундської, герцогині Брабантської (бл. 1260) під час соколиного полювання.

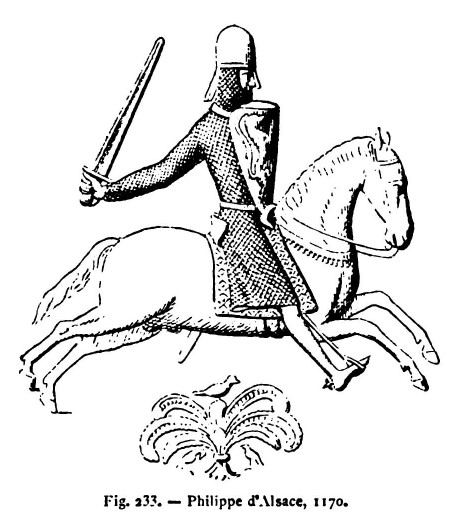
Філіпп І, граф Фландрії (1170)
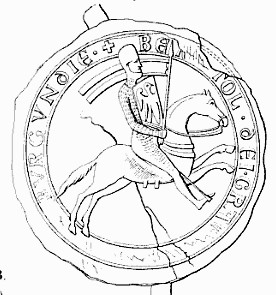
Бертольд V, герцог Церінгенський (1187)
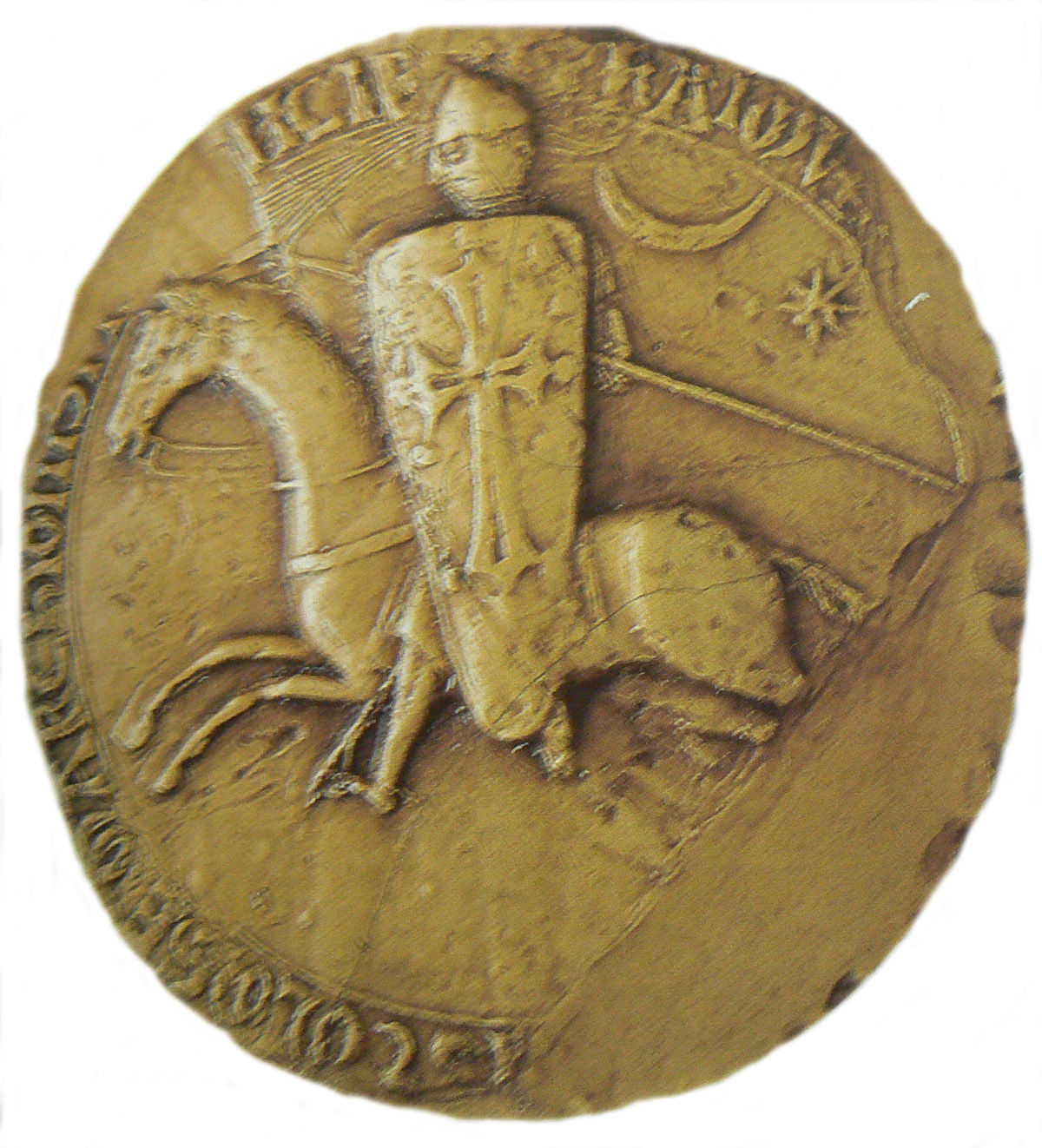
Раймунд VI, граф Тулузи (правління 1194-1222)
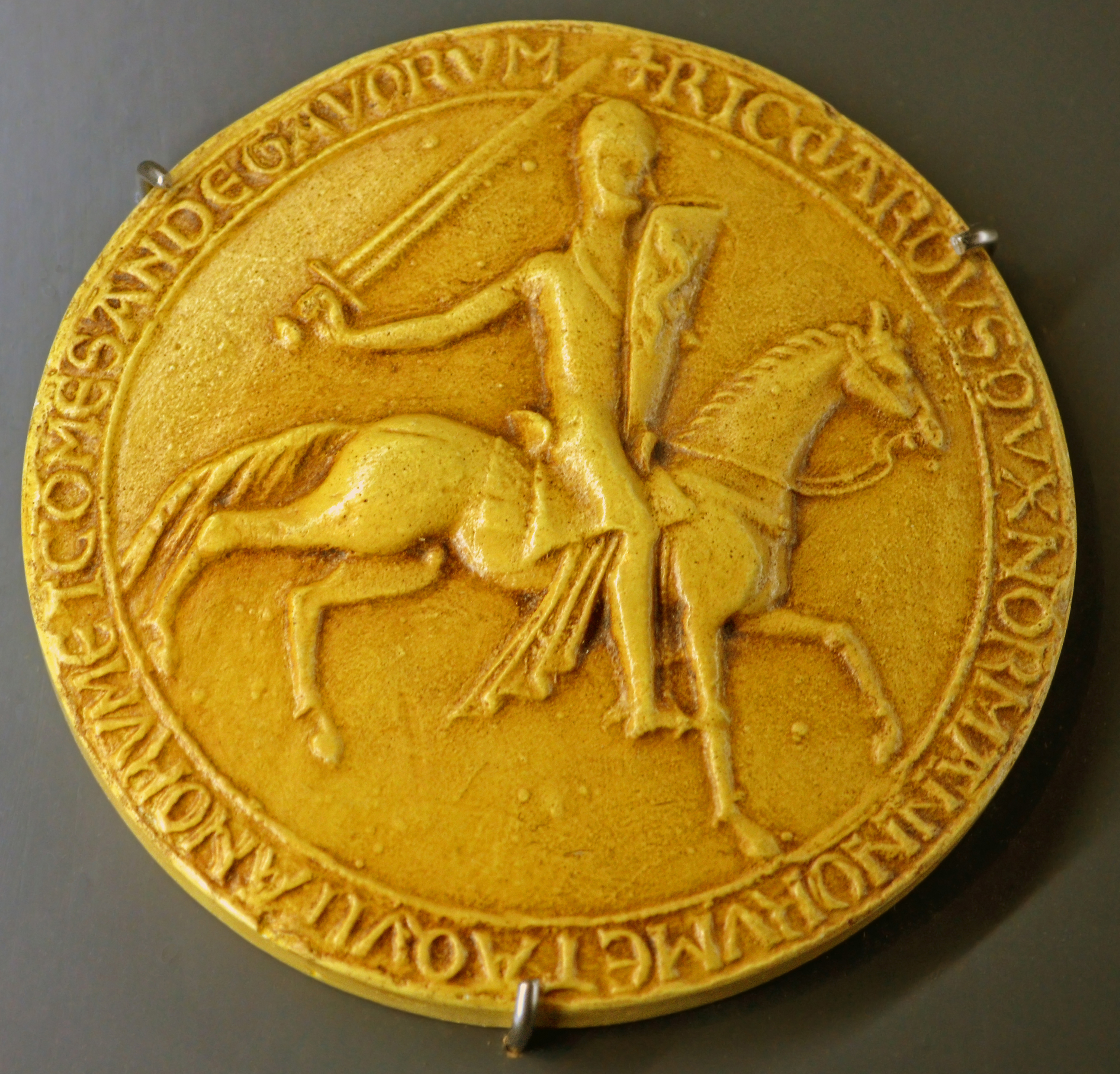
Річард I король Англії (1195)
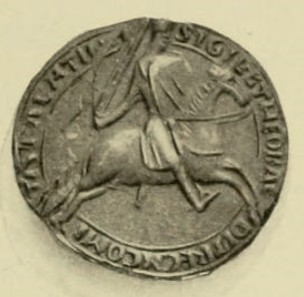
Теобальд III, граф Шампані (1198)
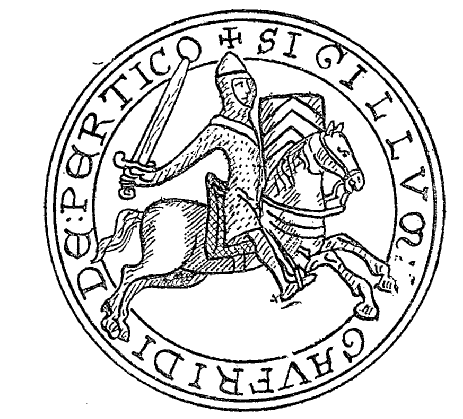
Жоффруа III, граф Перш (пом. 1202)
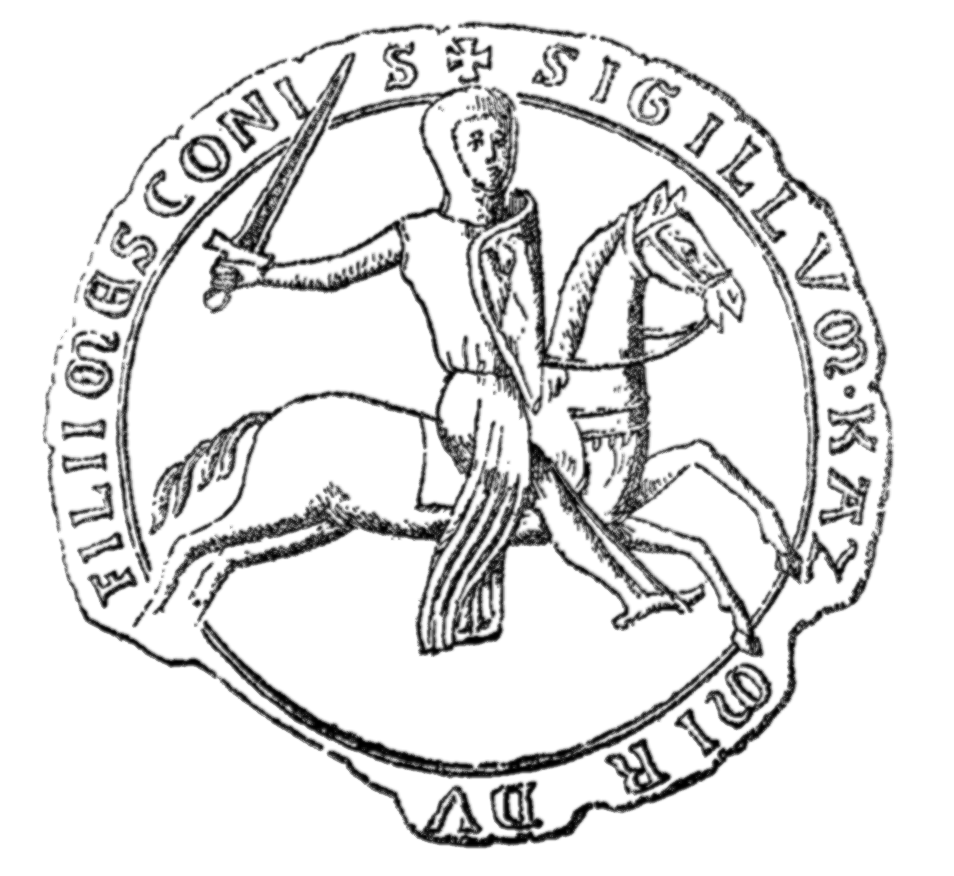
Казимир І Опольський (1226)
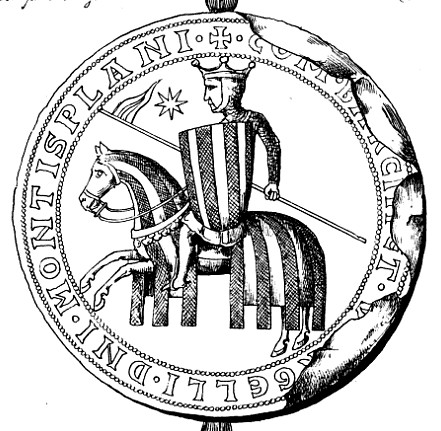
Хайме І Арагонський (правління 1213–1276)
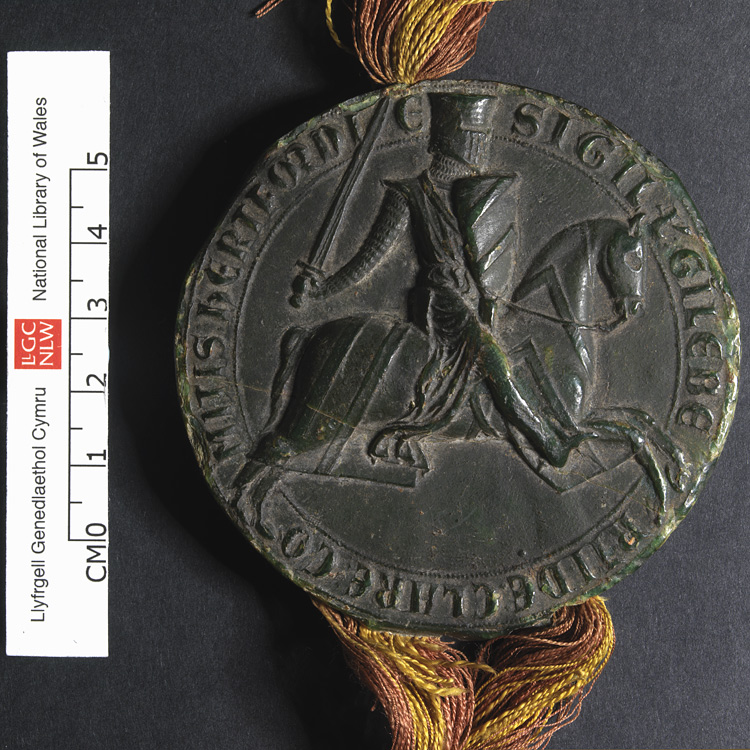
Гілберт де Клер, граф Глостер і Гертфорд, бл. 1218–1230
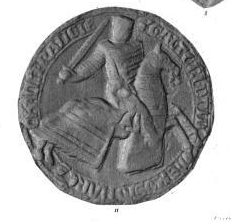
Готьє III де Немур (пом. 1239)
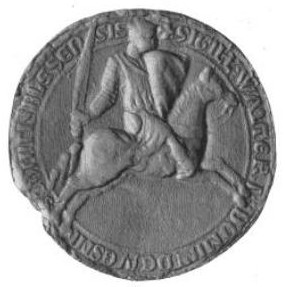
Вальтер II Авенський (пом. 1244)
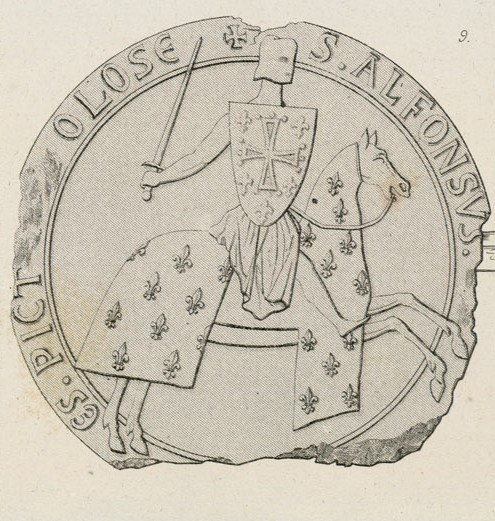
Альфонс, граф Пуатьє (пом. 1271)
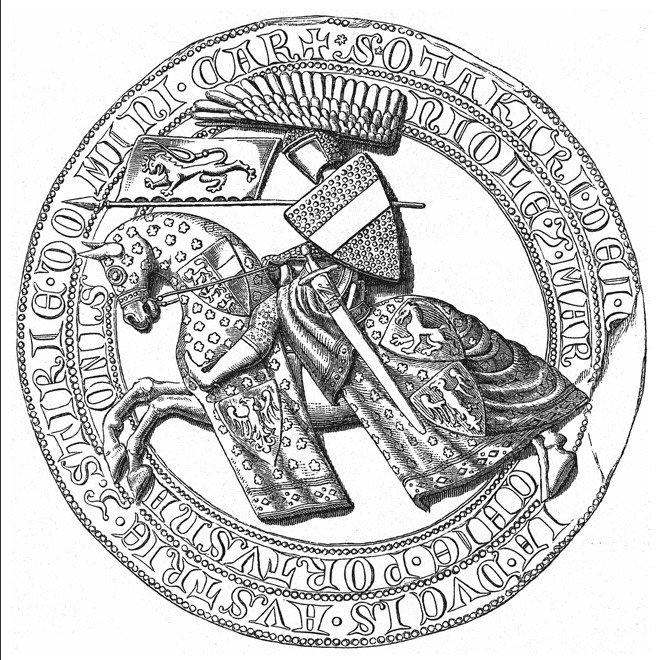
Оттокар II Перемисл (1273)
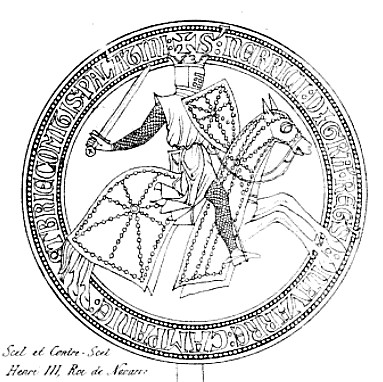
Генріх І Наваррський (правління 1270–1274)
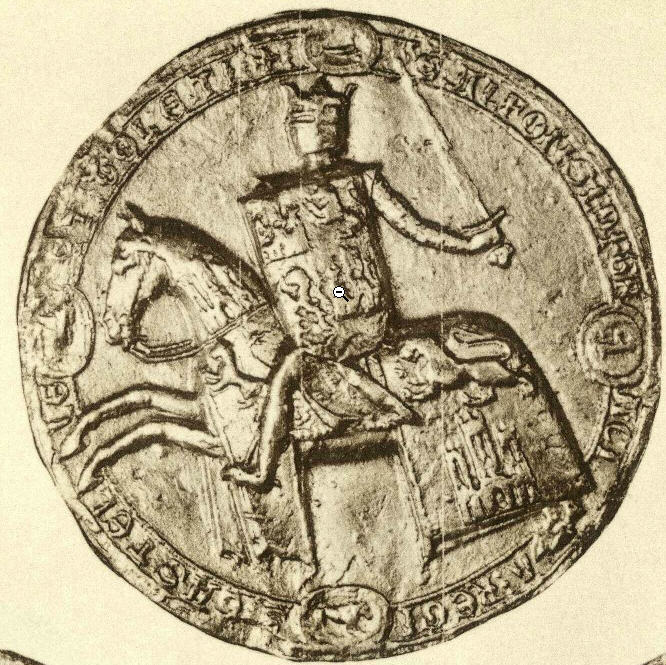
Альфонсо X Кастильський (пом. 1284)
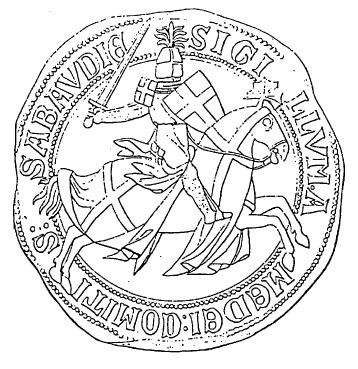
Амадей V, граф Савойський (бл. 1285)
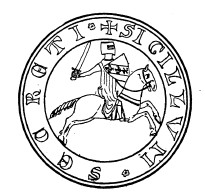
Фрідріх III, герцог Лотарингії (1286)
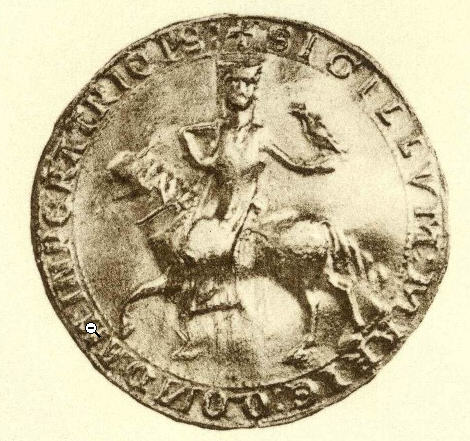
Марія Брабантська (імператриця Священної Римської імперії)

## Пізньосередньовічні печатки (1300—1550рр.)
Після 1300 року кінні печатки майже виключно використовувалися високою знаттю, носіями рангу герцога або вище. Зображення на печатках XIV століття показують шляхтича з повним геральдичним нарядом, часто з геральдичною корогвою або зі списом у повному лицарському обладунку.

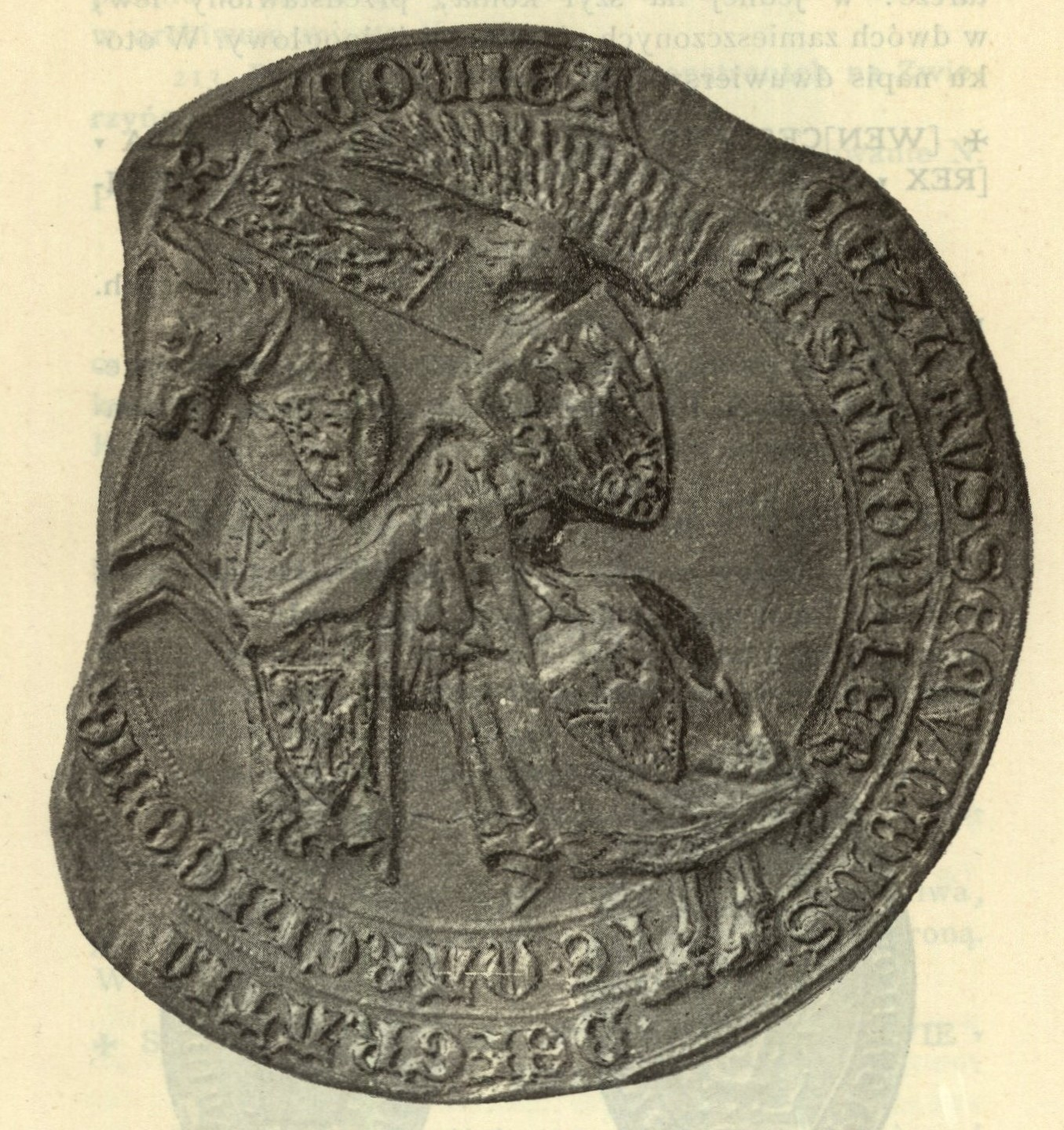
Вацлав II, король Польщі
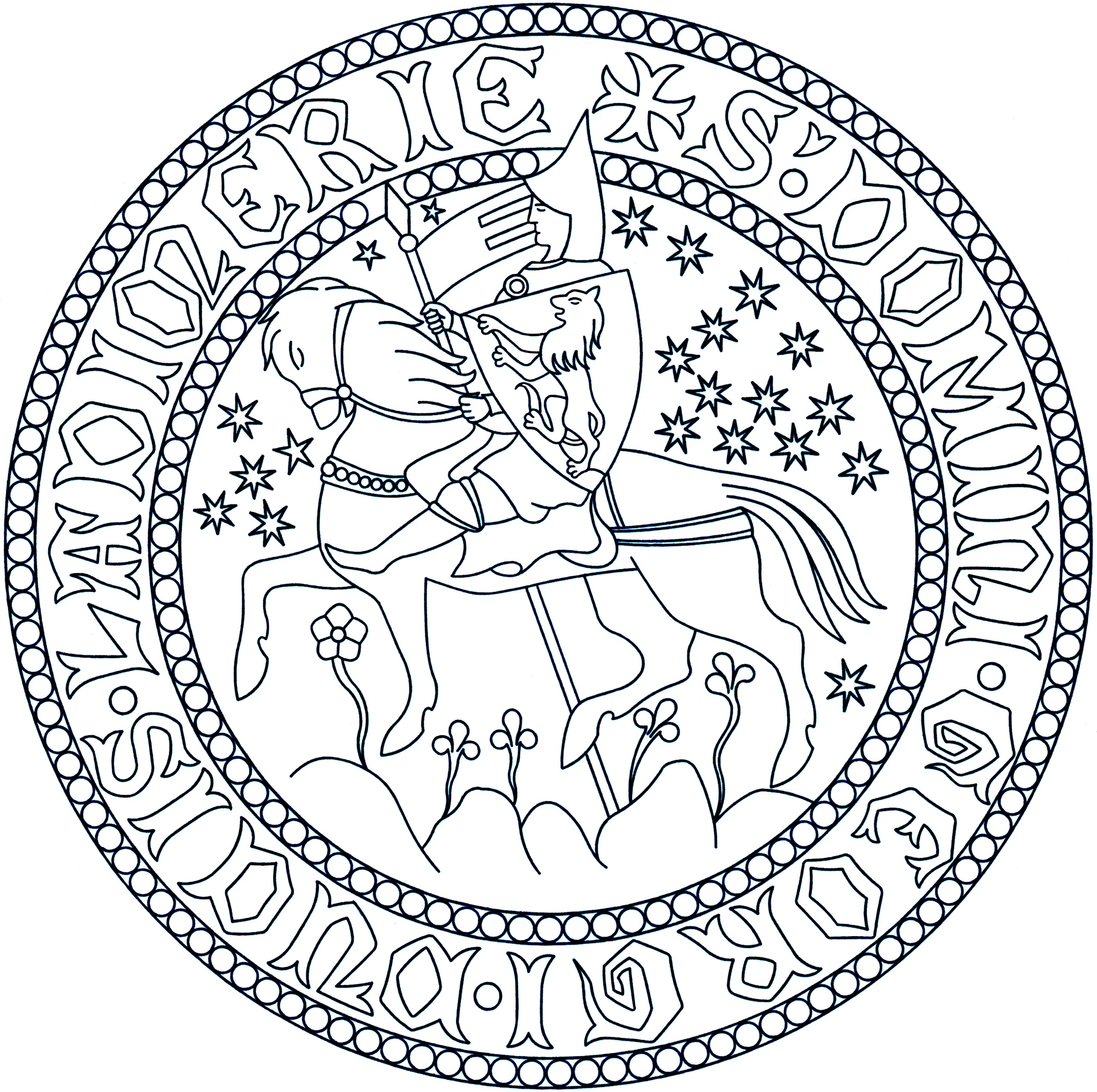
Юрій Львович, Король Русі (130-1308)
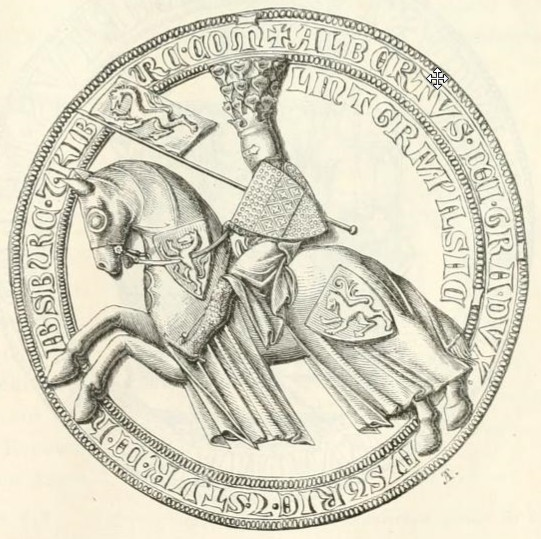
Альберт I Габсбург (пом. 1308)
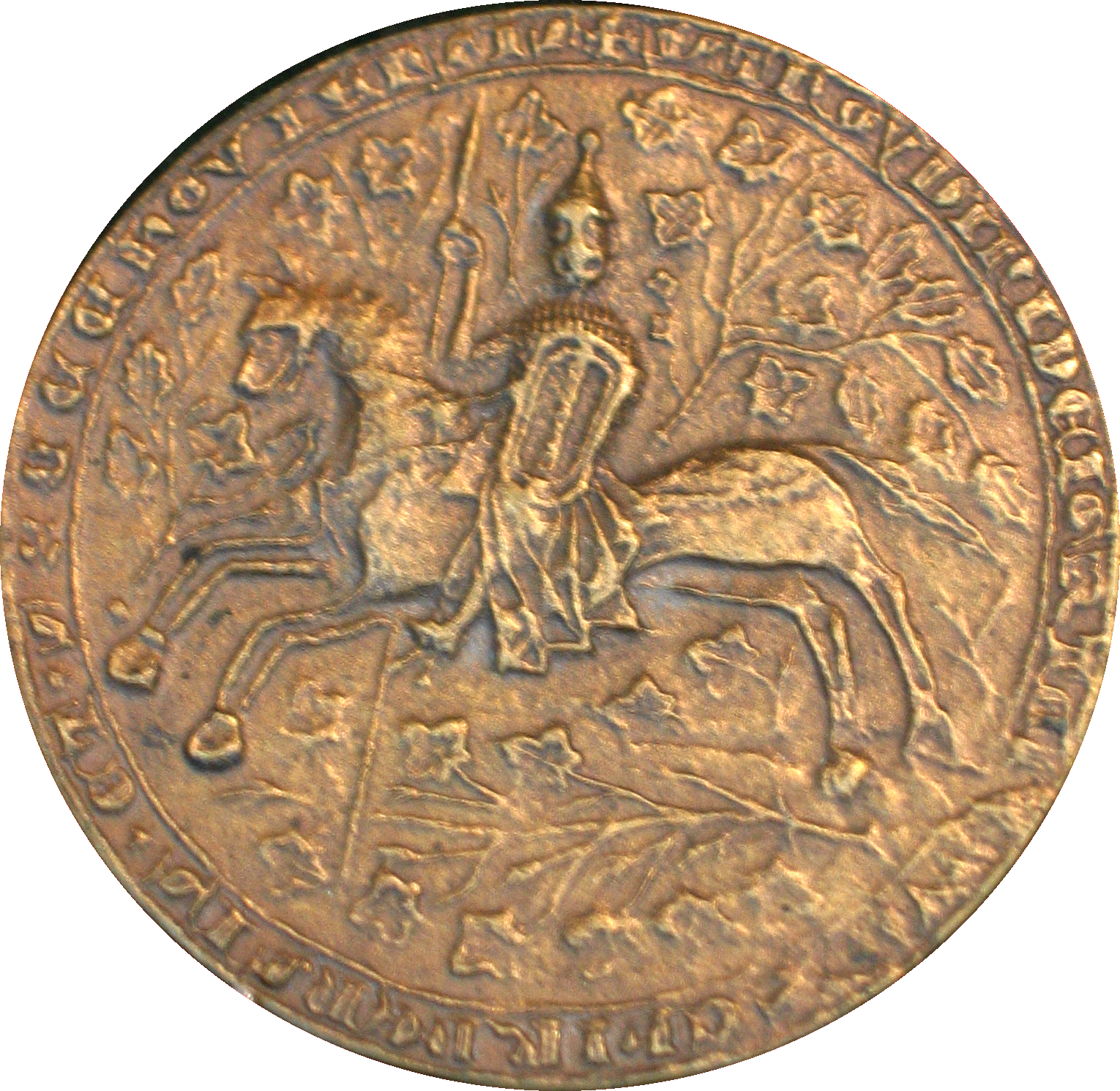
Тройден І, князь Мазовії (1341)
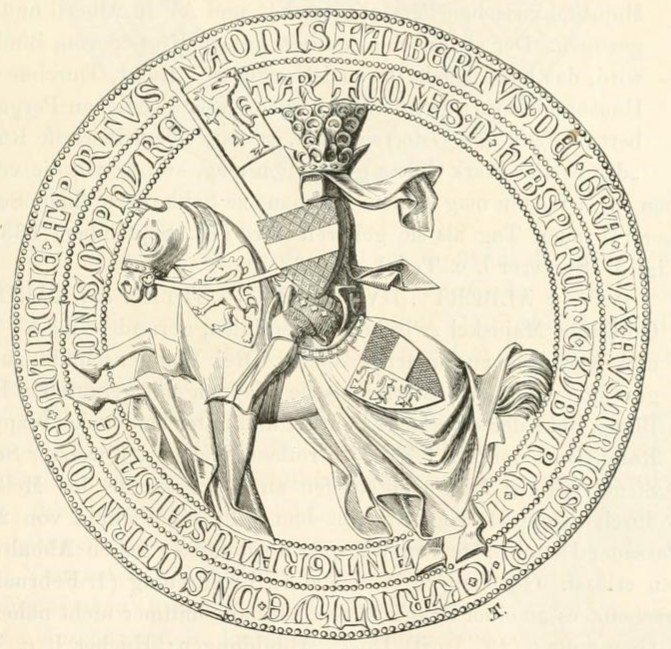
Альберт II, герцог Австрії (пом. 1358)
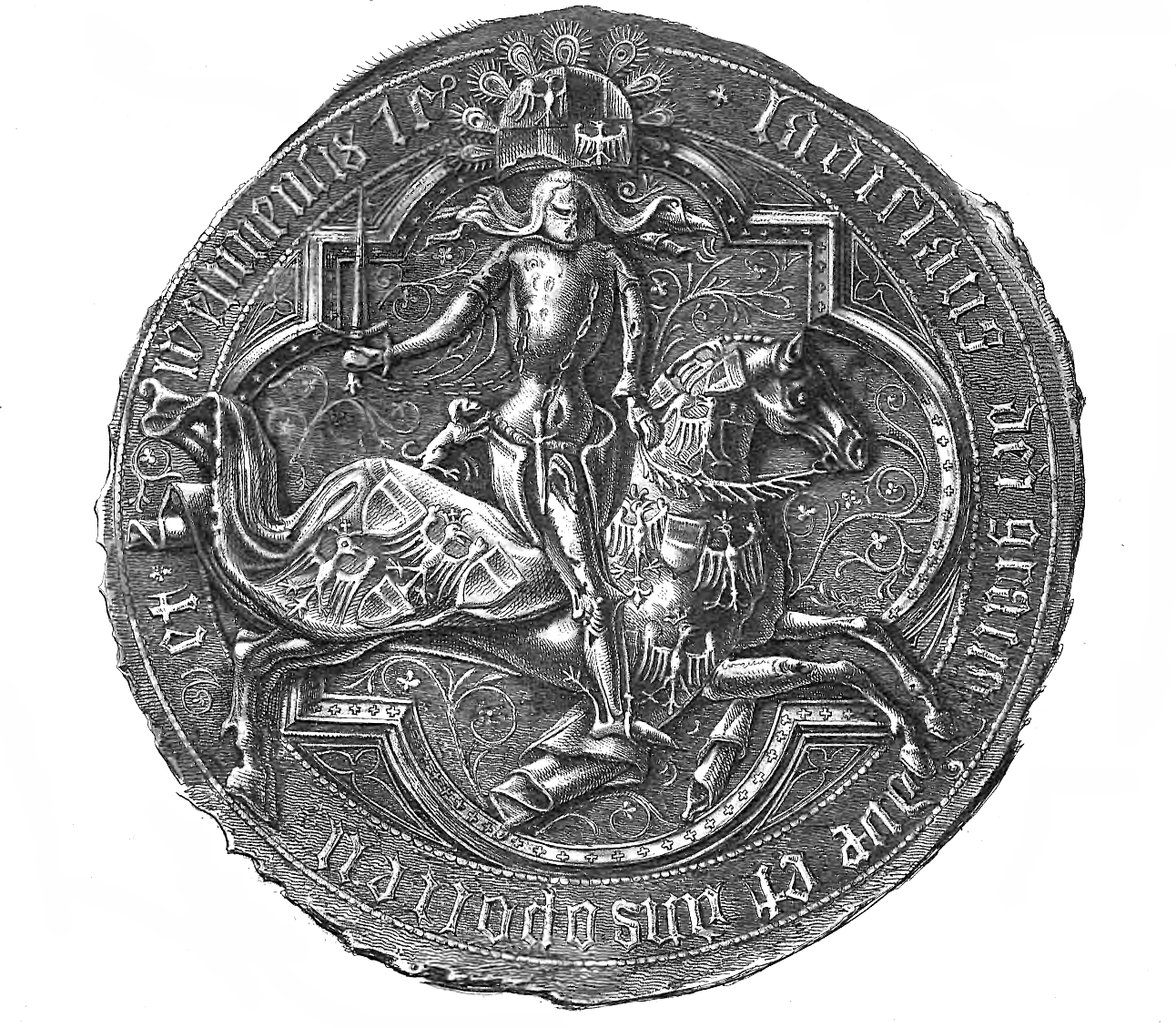
Володислав Опольський (1378)
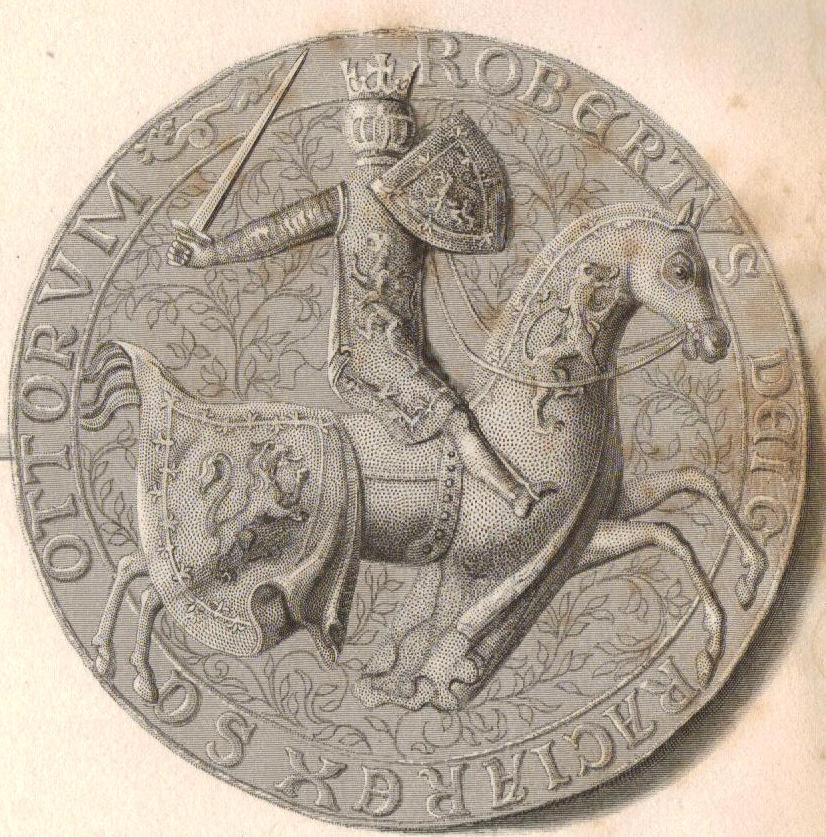
Роберт II Шотландський (правління 1371–1390)
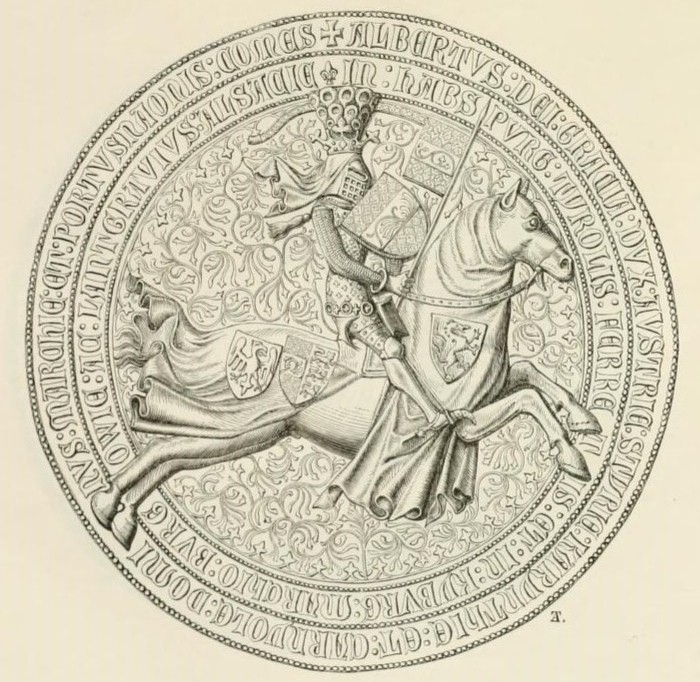
Альберт III, герцог Австрії (пом. 1395)
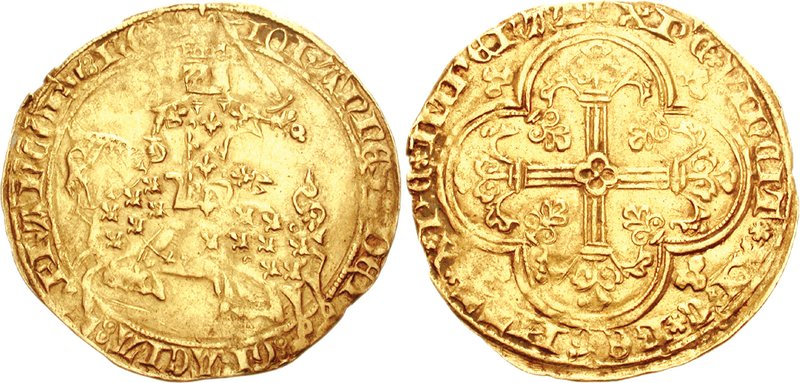
Так званий franc-à-cheval був золотою монетою вартістю один турнуаський лівр, що карбувалась з 1360 року. На аверсі зображено французького короля у стилі кінного лицаря. Від цієї монети французька валюта отримала назву франк.
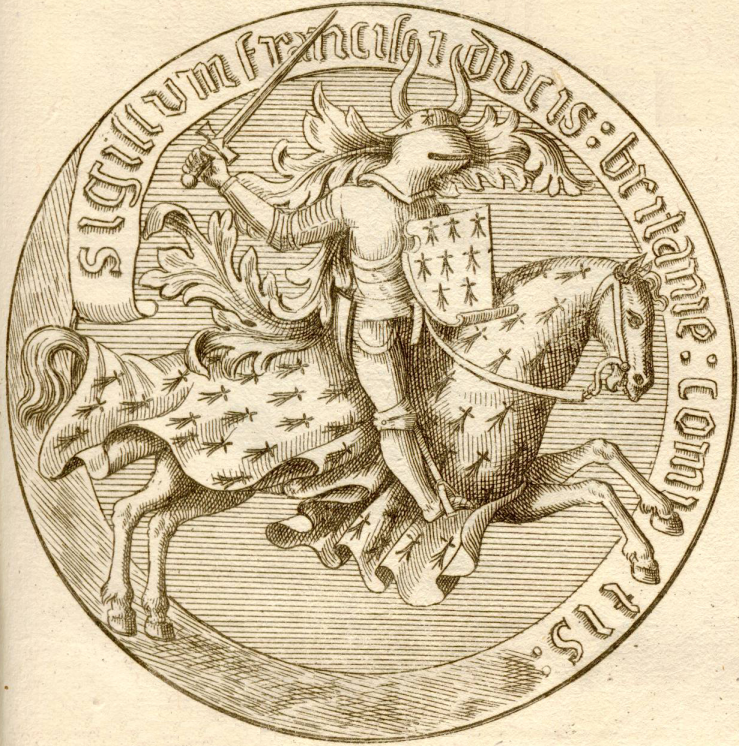
Франциск II, герцог Бретані (правління 1458–1488)
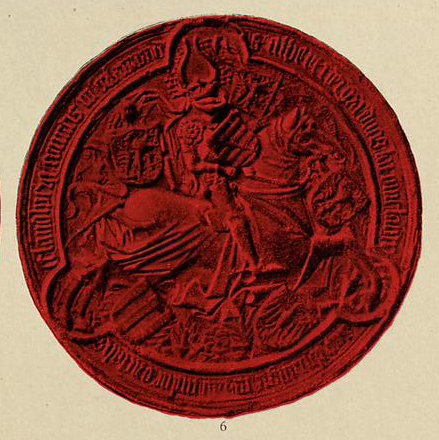
Альберт III, герцог Саксонії (пом. 1500)
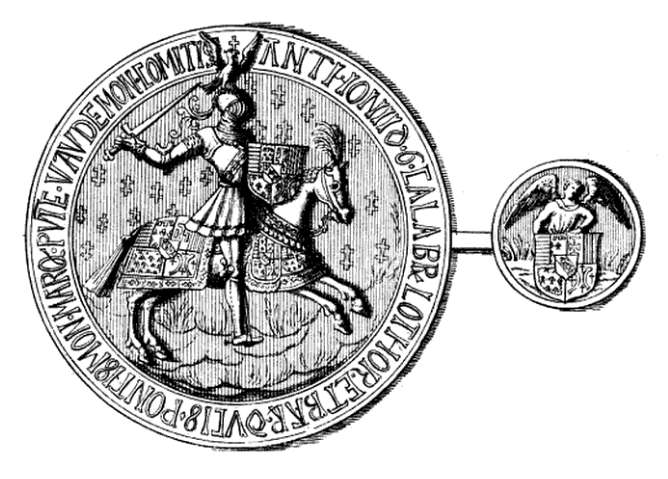
Антуан, герцог Лотарингії (1508)

## Пізні форми (після 1550р.)

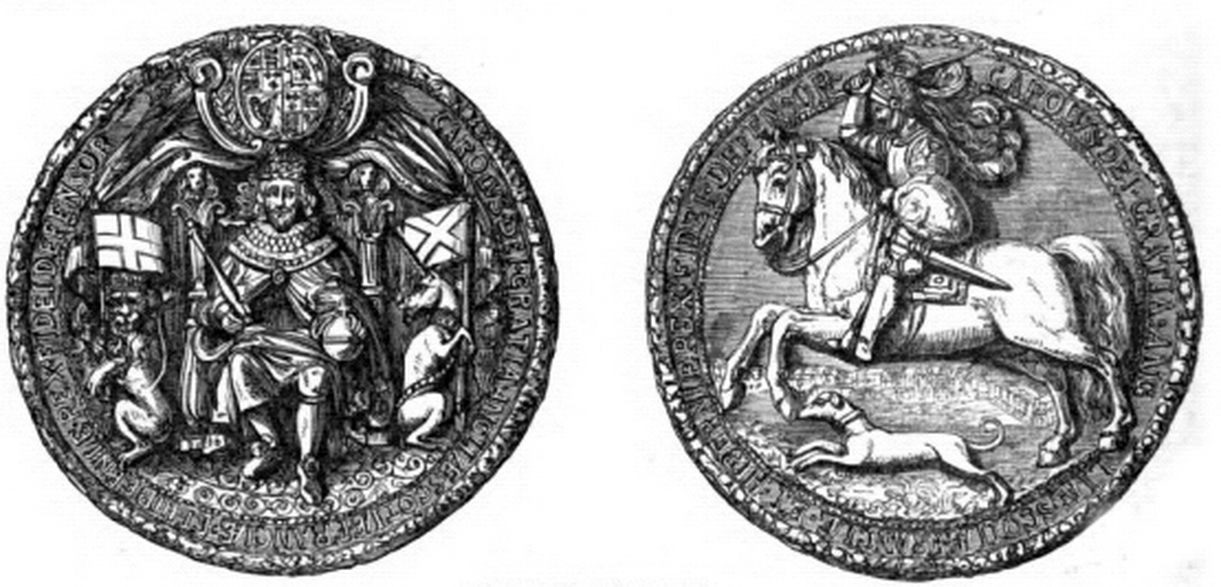
Велика печатка Англійського короля Карла I (1627)

Пізні форми використовувалися навіть на початку модерного періоду у Франції та Німеччині. Зображення монархів у повних обладунках, шоломах із гребінцями, зі списами чи геральдичними прапорами тощо вийшли з ужитку із закінченням лицарських змагань на початку XVII століття. Фрідріх Великий з Пруссії використовував Majestätssiegel, на якому він був зображений верхи на коні в 1772 році (правда, тепер він зображений не як лицар у повній броні, а як військовий командир).
На реверсі Великої печатки Карла I Короля Англії (1627) зображено монарха в повному галопі, одягненого в химерні класичні обладунки, у супроводі мисливського собаки. Британські монархи з 1707 року продовжували зображати сидячого і коронованого монарха на аверсі та монарха на коні на реверсі. Це також стосується правлячих королев (Велика печатка королеви Анни, королеви Вікторії, Єлизавети II), які зображені в боковому сідлі.
У 1976 році Австрія викарбувала пам'ятну золоту монету (13,5 г 90 % Au) з нагоди тисячоліття династії Бабенбергів (Леопольд I, маркграф Австрії), відому як Babenberger-Bundesgoldmünze. Аверс цієї монети виконано в стилі середньовічної кінної печатки (з додаванням альпійської панорами).

## Сучасні геральдичні форми
У геральдичному мистецтві, створеному під впливом кінних печаток, вершники є досить поширеним символом. Дві широко поширені форми вершника — Погоня та Святий Георгій, які борються зі змієм. Хоча ці символи використовуються в різних гербах, вони, мабуть, найбільш відомі як герб Литви та герб Москви.

Сучасний герб Литви
Сучасний альтернативний державний герб Білорусі
Герб Москви
Герб Росії
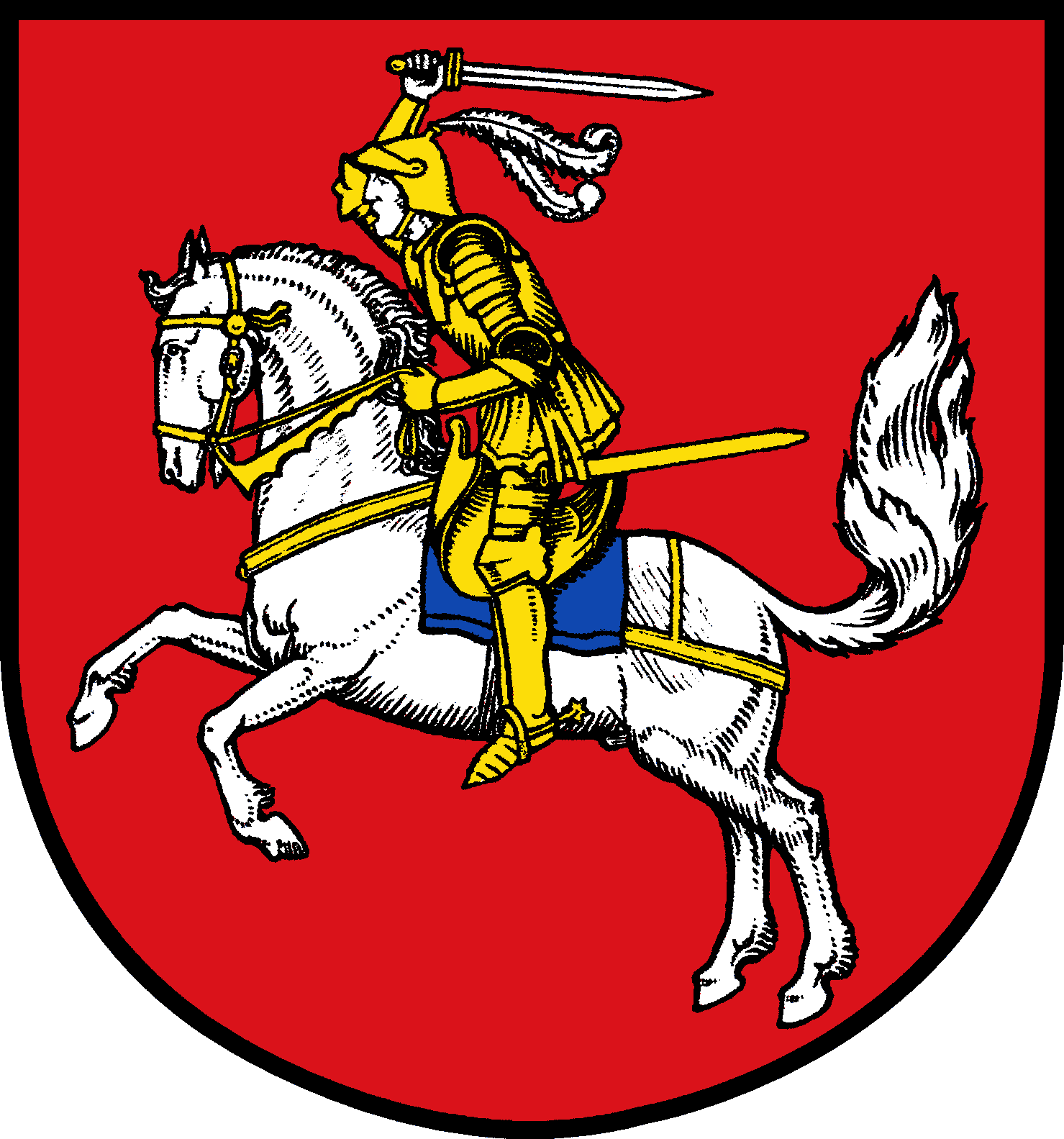
Герб Дітмаршену